# イヴァーン・ムィコライチューク

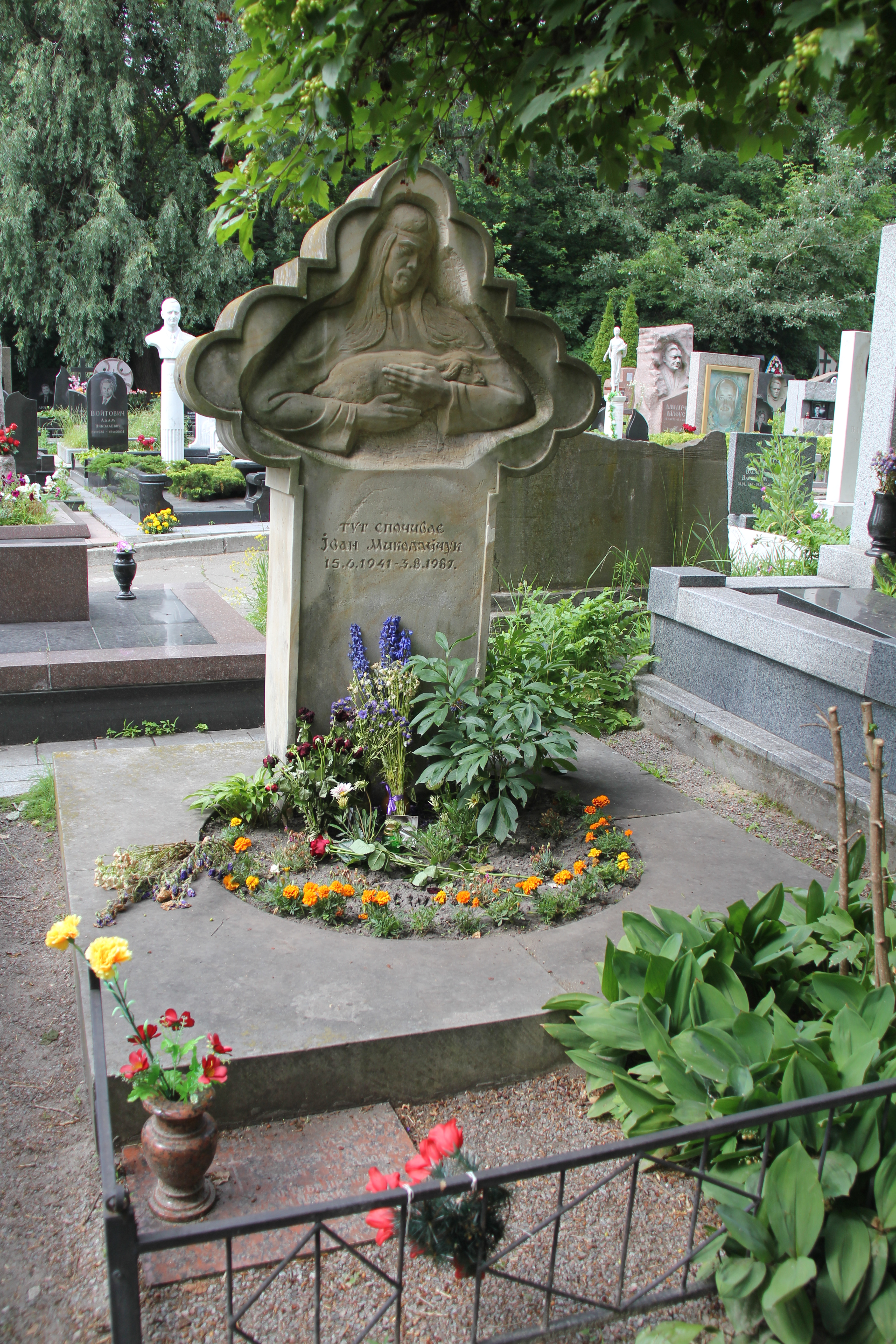
バイコヴェ墓地にあるムィコライチュークの墓碑（石の十字架）

イヴァーン・ヴァスィーリョヴィチ・ムィコライチューク（ウクライナ語: Іван Васильович Миколайчук、英語: Ivan Mykolaichuk、1941年6月15日 - 1987年8月3日）は、ウクライナの俳優、映画監督、脚本家、作曲家。ウクライナ語の発音に基づく標準的な日本語表記は「イヴァン・ヴァシリョヴィチ・ミコライチュク」である。
ウクライナ詩的映画の中心的存在で、34の映画に出演、9本の脚本を書き、2本の監督作を残した。セルゲイ・パラジャーノフに「オレクサンドル・ドヴジェンコに匹敵する国民的才能」と称され、「ウクライナ映画の魂」と呼ばれる。タラス・シェフチェンコ国家賞を1988年に死後受賞。

## 経歴

### 幼少期と教育
1941年6月15日、ウクライナSSRのチェルニウツィー州キツマニ地区チョルトリヤで、13人きょうだいの農民家庭に生まれた。10人が成人し、現在も一部のきょうだいがチョルトリヤに在住。
実家はイヴァン・ミコライチュク記念博物館として再建され、姉フロジナ・グリツュクと甥ヴァシーリが管理する。
12歳から村の素人劇団で活動し、ミハイル・スタリツキーの『不幸な女』で老父イヴァン役を演じた。
ブルスニツャの中学校を卒業（旧校舎は現存、新校舎にミコライチュク博物館）。
1957年にシドール・ヴォロブケヴィチ記念チェルニウツィー芸術大学、1961年にオルガ・コビリャンスカ記念チェルニウツィー音楽劇場付属劇場スタジオを卒業。1963年から1965年、イヴァン・カルペンコ＝カリイ記念キエフ国立劇場映画テレビ大学の俳優科（ヴィクトル・イフチェンコクラス）で学ぶ。
1962年8月29日、チェルニウツィー劇場の女優マリヤ・カルピュクと結婚。

### 俳優としてのキャリア
学生時代、レオニード・オシカの短編『二人の若者』（1964年）で映画デビュー。ドヴジェンコ映画スタジオでヴィクトル・イフチェンコの推薦を受け、セルゲイ・パラジャーノフの『火の馬』（原題：Тіні забутих предків、1964年）のイヴァン・パリイチュク役のオーディションに参加。パラジャーノフは当初別の俳優を起用予定だったが、ムィコライチュークの即興祈祷に感銘を受け主役に抜擢。「純粋さ、情熱、感情の爆発」で撮影陣を魅了したとされる。同年、ウラジーミル・デニセンコの『夢』で若きタラス・シェフチェンコを演じ、2作同時撮影しながら2年生を修了。『火の馬』は39の国際賞、28の映画祭賞（24のグランプリ）を獲得し、ギネス世界記録に登録された。
1970年の『コミサール』では、鋭い道徳観と精神的理想主義を持つコミサール・グロモフを演じ、心理的深みとキャラクターの矛盾を表現。1971年の『黒い斑点のある白い鳥』（ユーリー・イリエンコ監督）では俳優（ペトロ役）兼脚本家として参加し、モスクワ国際映画祭金賞を受賞。1972年の『紛失した特許状』（ボリス・イフチェンコ監督）ではコサックのヴァシーリ役を演じ、共同監督と音楽監修を務め、バンドゥーラの革新的な使用やニナ・マトヴィエンコらのトリオ「黄金の鍵」の歌を導入。

### 検閲と創作制限
1960-70年代、ウクライナ文化人への弾圧が強化。1968年の『アンニチカ』撮影中、ムィコライチュークは「民族主義」疑惑で告発され、国家主義と愛国心の違いを弁明するも「敵対的イデオロギーの人物」とされた。『黒い斑点のある白い鳥』も「国家主義的」と批判され、ムィコライチュークは当局の尋問を受けた。『火の馬』は長期間上映禁止、『紛失した特許状』は1980年代末まで公開延期。1970年代中盤、党の指示でムィコライチュークは5年間ほとんどの撮影から排除された。
1979年、ハルキウ州共産党イデオロギー担当書記ヴォロディミル・イヴァシュコの後援で、ヴァシーリ・ゼムリャクの小説に基づく『バビロンXX』（1979年）の制作が許可。ムィコライチュークは監督、俳優、脚本家、作曲家を兼任し、ドゥシャンベの全ソビエト映画祭で最優秀監督賞を受賞。1981年の監督作『遅く、暖かな秋』はイデオロギー問題で再撮影を強いられ、成功を収めなかった。1983年に脚本『イヴァンの戯言』を執筆し、1986年に撮影許可を得るも、病により実現せず（ボリス・イフチェンコが1989年に完成）。

### 晩年と死
1987年8月3日、癌のためキエフで46歳で死去。バイコヴェ墓地に埋葬され、墓碑には『石の十字架』を模した十字架が立つ。

## 私生活
1962年にマリヤ・ミコライチュク（旧姓カルピュク）と結婚。マリヤはニナ・マトヴィエンコらとトリオ「黄金の鍵」で活動し、ムィコライチュークの映画音楽に参加。夫妻に子はいなかったが、終生のパートナーとして創作を支えた。

## 作品

### フィルモグラフィ
俳優
- 1964年：『夢』（タラス・シェフチェンコ）
- 1964年：『火の馬』（イヴァン・パリイチュク）
- 1965年：『毒蛇』（ヴァルコ・ブリキン）
- 1966年：『雑草』（ダヴィド・モトゥズカ）
- 1967年：『二つの死』
- 1967年：『キエフの旋律』
- 1968年：『オノレ・ド・バルザックの過ち』
- 1968年：『アンニチカ』（ロマン）
- 1968年：『石の十字架』（ミコーラ）
- 1968年：『斥候』（ヴィクトル・クルガノフ）
- 1968年-1969年：『解放』（サヴチュク、2部）
- 1970年：『黒い斑点のある白い鳥』（ペトロ）
- 1970年：『コミサール』
- 1971年：『君のもとへ』
- 1971年：『ベレンデイ国のラーダ』
- 1971年：『ザハール・ベルクト』（リュボミル）
- 1972年：『すべてに逆らって』
- 1972年：『紛失した特許状』（コサックのヴァシーリ）
- 1973年：『女についての物語』
- 1973年：『人が微笑んだとき』
- 1974年：『マリーナ』
- 1975年：『運河』
- 1976年：『不安な9月』（グナト）
- 1978年：『海』
- 1978年：『双子座の下で』
- 1978年：『他人の罪の贖い』
- 1979年：『バビロンXX』
- 1980年：『森の歌。マフカ』
- 1981年：『遅く、暖かな秋』
- 1982年：『バタフライの帰還』
- 1983年：『オルガ公妃の伝説』（ヴォロディミル・スヴャトスラヴィチ）
- 1983年：『ミールホロドとその住人』
- 1986年：『剣の先に』（ユーリー・トゥルチン）
- 1987年：『ジュメニャキ』（ジュメニャク）

監督
- 1979年：『バビロンXX』（全ソビエト映画祭最優秀監督賞）
- 1981年：『遅く、暖かな秋』

脚本
- 1970年：『黒い斑点のある白い鳥』
- 1974年：『夢見て生きる』
- 1977年：『孤狼』（共作）
- 1978年：『双子座の下で』
- 1979年：『バビロンXX』
- 1981年：『遅く、暖かな秋』
- 1986年：『音に記憶が響く…』
- 1989年：『イヴァンの戯言』（死後公開）

作曲
- 1979年：『バビロンXX』

### 芸術的特徴
ムィコライチュークの演技は、ウクライナ詩的映画の特徴である精神的純粋さと象徴性を体現。『火の馬』のイヴァン役では情熱と神聖さを、『黒い斑点のある白い鳥』のペトロ役では複雑な心理を表現。脚本家としてはウクライナのフォークロアを現代的に再解釈し、『紛失した特許状』ではバンドゥーラの革新的な使用や民謡の導入で音楽性を強化。監督作『バビロンXX』は、村の共同体を通じてウクライナの歴史と魂を描き、視覚的詩情と民族意識を融合させた。

## 受賞
- タラス・シェフチェンコ国家賞（1988年、死後、『バビロンXX』など）

## 記念
- 全国の都市（キエフ、リヴィウ、ドニプロ、チェルニウツィーなど）でイヴァン・ミコライチュク通りが命名[要出典]。
- ヴィーンヌィツャで2015年にフェリクス・コン通りが改名[12]。
- ウクライナ少年スカウト49番隊がムィコライチュークにちなむ。
- 小惑星8244 Mikolaichukが命名。
- ミコライチュク・フェスト（民謡と映画の全国フェスティバル、75周年記念）。
- 2016年、ウクライナの英雄称号の請願が大統領府に提出[13]。
- ウクライナ国立銀行が2016年に記念切手、2001年に2フリヴニャ記念貨幣を発行[要出典]。

### 関連ドキュメンタリー
- 1989年：『イヴァン・ミコライチュクの追悼』（ヴァシーリ・ヴィーテル監督）
- 1998年：『イヴァン・ミコライチュクへの献身』（アナトーリー・シリフ監督、リュドミラ・レメシェヴァ脚本）[14]
- 2007年：『イヴァン・ミコライチュク：25年の愛』（ナタリヤ・フィツィチ脚本、セルヒイ・ツィンバル監督）
- 『人生の書：イヴァン・ミコライチュク』（2部作、タラス・トカチェンコ、ヴァシーリ・イラシュチュク脚本）

## ギャラリー

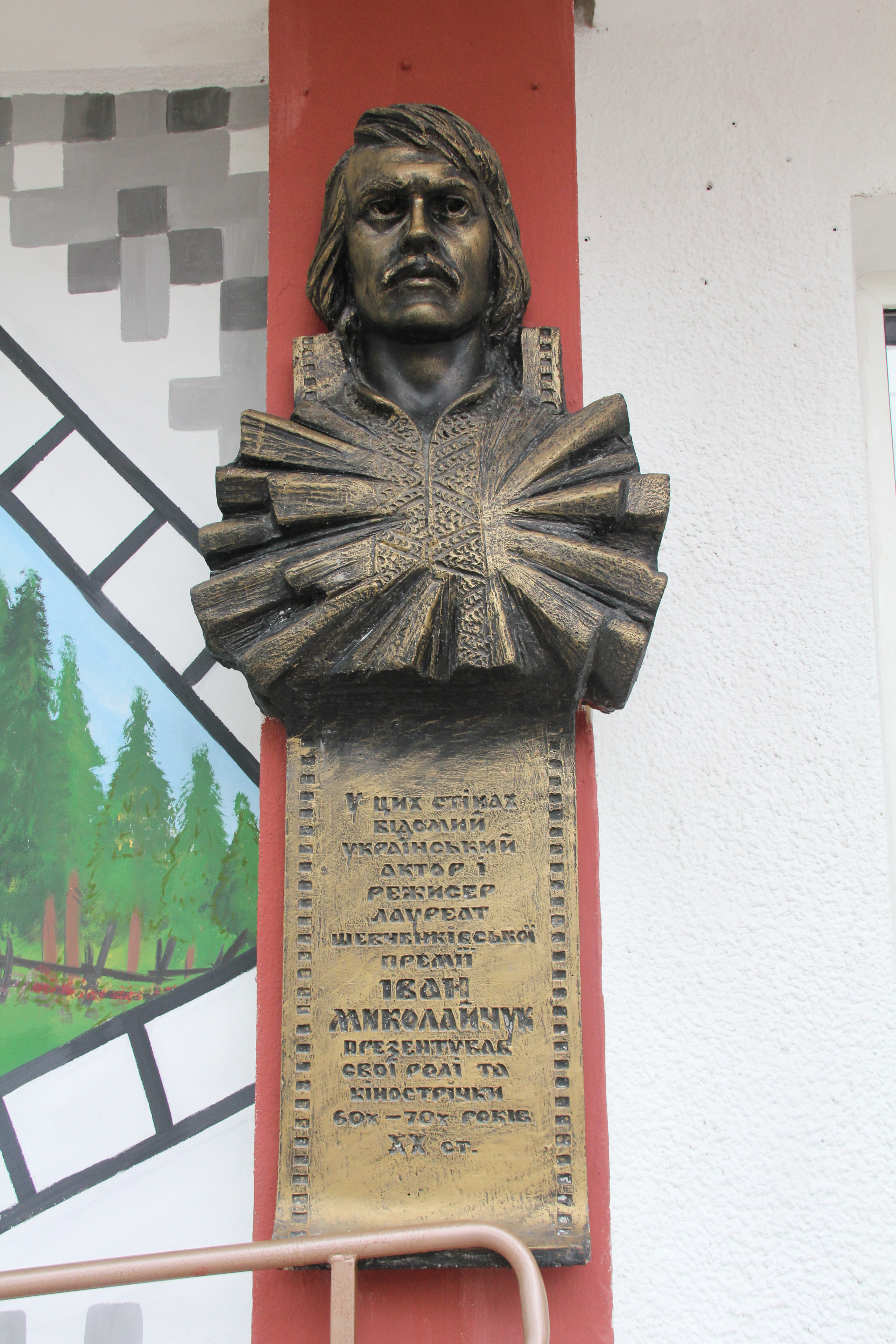
ヴィジュニツャのシェフチェンコ劇場の記念プレート
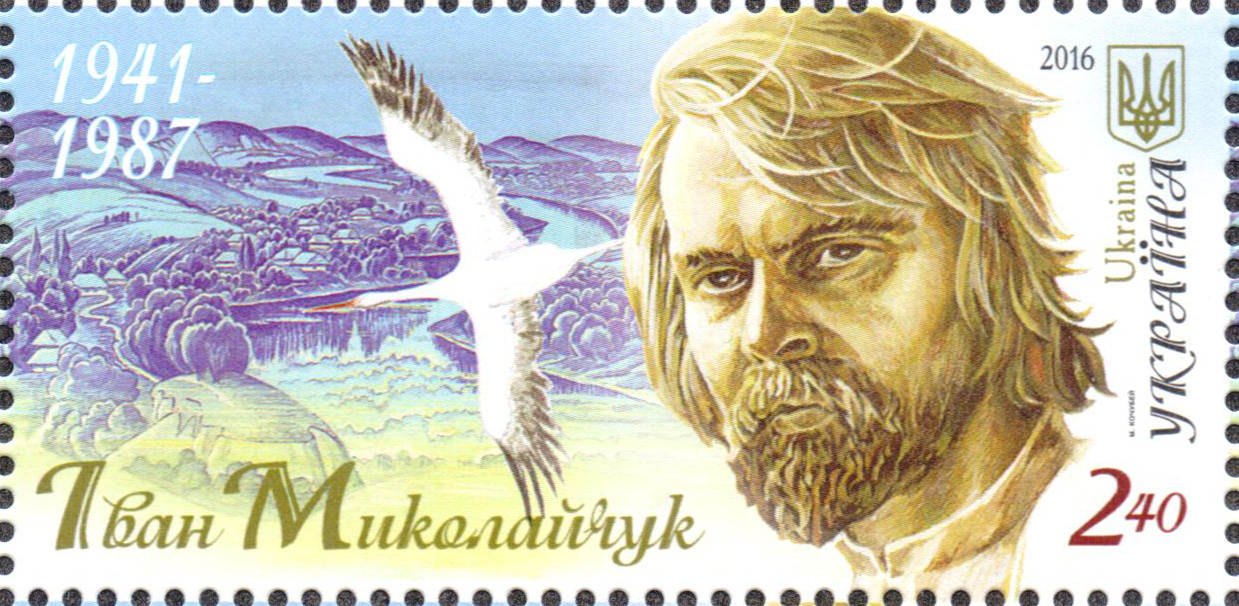
2016年のウクライナ記念切手